# Comuna Skobelka, Horohiv
Skobelka (în ucraineană Скобелка) este o comună în raionul Horohiv, regiunea Volînia, Ucraina, formată din satele Bîstrovîțea, Markovîci și Skobelka (reședința).

## Demografie
Componența lingvistică a satului Skobelka
     Ucraineană (99,09%)
     Alte limbi (0,65%)
Conform recensământului din 2001, majoritatea populației satului Skobelka era vorbitoare de ucraineană (99,09%), existând în minoritate și vorbitori de alte limbi.